# بيورن إيلر
بيورن ماغنوس جاكسوبسن إيلر هو ناشط سلام نرويجي ومحاضر عام والذي نجا من هجوما النرويج في 22 يوليو 2011. إيلر مرتبطة بمشروع «معا لأبعد حد» من خلال مؤسسة كوفي عنان.
حرر إيلر في كل من الغارديان وهافينغتون بوست وغيرهما من الصحف عن موضوع الإرهاب، كما شارك في منبر أوسلو للحرية، حيث ألقى محاضرة في 2016 عن خبرته وتجربته مع الإرهاب وعن جهوده لمكافحة العنف والتطرف.
قادته جهوده في مكافحة العنف والتطرف إلى الحديث مع أعضاء سابقين في الجماعات الأصولية والمتطرفة. نص حساب بي بي سي عن أعماله أنه «يدعي سجلا غير عادي لا يُحسد عليه من مقابلة متطرفين سابقين أكثر من أي شخص آخر».
قال إيلر أنه يعتقد أنه يجب معاملة أنيرس برايفك بإنسانية في نظام السجون النرويجي. قال إيلر في بي بي سي راديو 4 أن «برايفك ينكر كل الإنسانية وكل حقوق الإنسان. وكن هذا لا يبرر لنا أن ننكر حقه أو أو نعامله بغير إنسانية. فإذا فعلنا ذلك، فإننا نتبع نفس منطقه على ما أعتقد».

## روابط خارجية
- بيورن إيلر على موقع IMDb (الإنجليزية)